# Barragem da Usina do Carioca
Barragem da Usina do Carioca, também conhecida como Barragem da Usina Carioca e Barragem do Carioca, popularmente conhecida como reservatório do Lago Azul, é uma barragem do tipo Pequena Central Hidrelétrica, localizada no rio São João, em Pará de Minas e Conceição do Pará, no centro-oeste do estado de Minas Gerais, no Brasil. O local anteriormente era conhecido como Cachoeira do Rosário. Em 2007, a barragem foi eleita pela população de Pará de Minas como uma das sete maravilhas da cidade, mas desde 2012 tem uso muito limitado pela população devido à grande proliferação de macrófitas aquáticas, em particular Eichhornia crassipes, popularmente conhecida como aguapé ou jacinto-de-água.

## Características
Trata-se de uma Pequena Central Hidrelétrica, constituindo-se como barragem de geração de energia com captação em barramento em curso de água, com regularização de vazão. A concessão é privada, sendo operada pela Companhia Tecidos Santanense, tendo a finalidade de produzir energia elétrica para a Unidade Pará de Minas da mesma companhia, onde se encontra instalado o complexo industrial.
A barragem está instalada em terreno com área total de 2.292.000 m², e área construída de 2.549,2 m². Localiza-se no rio São João, tributário do rio Pará, na Bacia hidrográfica do Rio São Francisco e sub-bacia hidrográfica do Rio Pará, no limite dos municípios de Pará de Minas e Conceição do Pará, recebendo água das barragens de Benfica e dos Britos. A área da represa é de cerca de 24 km².
Apresenta uma turbina hidráulica com válvula em borboleta, e uma queda bruta de 25 metros, e líquida de 21,5 metros, com vazão nominal de 9,15 m3 /s. Tem uma potência instalada de 1,6 MW, com  potência garantida na ponta e fora da ponta de 1,4 MW, gerando 1,2 MWmed de energia média anual. Tem um gerador de tipo GFV 176. A vazão mínima operativa é de 80%, assim como o rendimento nominal. A energia produzida destina-se ao uso exclusivo da Santanense.
A casa de força é construída em concreto. A depleção máxima da barragem é de 200 metros, sendo a sua vida útil esperada de 150 anos. O reservatório tem 2 quilómetros de comprimento, com 500 metros de largura média.
Em 2009, a barragem empregava 6 funcionários. No mesmo ano, a água utilizada na PCH Carioca destinada ao consumo humano era de cerca de 1,5 m³/mês, sendo utilizados galões para este abastecimento (água engarrafada). Os efluentes gerados nas instalações sanitárias do empreendimento eram então destinados diretamente ao rio, sendo os efluentes líquidos das três casas existentes no local destinados ao sistema de fossa séptica.
A área protegida mais próxima é o Parque Estadual da Serra do Rola Moça, abrangendo os municípios de Belo Horizonte, Nova Lima, Ibirité e Brumadinho, com 3.492 ha de área protegida.

## História
|                                                                                        |  |                                        |
| Campismo e outras atividades recreativas nas margens do Lago Azul, distrito de Carioca |  | Grupo em barco de passeio no Lago Azul |

A primeira Usina do Carioca foi instalada em 1911, destinada ao fornecimento de energia eletromotora à Cia. Industrial Paraense. A 17 de novembro de 1953, foram declaradas de utilidade pública diversas áreas de terra, com o fim de serem inundadas pelo levantamento da barragem da Usina Carioca, autorizando a Cia. Industrial Paraense a promover a respetiva desapropriação. O sistema encontra-se em operação desde 1969.
Até meados da década de 2000, o reservatório do Lago Azul, era utilizado para o turismo, habitação, pesca, aquicultura, recreação, lazer, agricultura e dessedentação de animais. Constituía-se como um dos principais pontos turísticos de Pará de Minas, movimentando a economia do distrito de Carioca, cujos moradores ofereciam aos visitantes opções de lazer e diversão como prática da pesca desportiva, passeios de barco e barzinhos às margens do lago. Em 2007, o Lago Azul foi eleito pela população de Pará de Minas como uma das sete maravilhas da cidade.
No início da década de 2000, a represa começou a receber efluentes de esgoto das cidades vizinhas de Itaúna, Conceição do Pará e Igaratinga, assim como dejetos provenientes de empresas da região.
A partir de 2008 ocorreu a proliferação descontrolada de macrófitas aquáticas, em particular Eichhornia crassipes, popularmente conhecidos por aguapés, fazendo com que a a lâmina de água do reservatório praticamente desaparecesse. Esta proliferação foi agravada pelo crescimento do município de Itaúna, e a falta de tratamento dos efluentes a montante da barragem. Júlio Maria Guimarães Ferreira, morador antigo e proprietário de algumas chácaras próximas à represa, possuía um barco com capacidade para 35 pessoas com o qual promovia o turismo na região, que acabou ficando encalhado entre os aguapés. No final do ano de 2011, após uma grande enchente, uma ponte do povoado do Carioca, a jusante do reservatório, foi destruída devido à grande massa de aguapés escoada, fazendo com que o reservatório ficasse temporariamente praticamente sem macrófitas. Estas, no entanto, voltaram a proliferar, causando novamente o desaparecimento da lâmina de água. A partir de 2012 a situação agravou-se, sendo a represa completamente tomada pelos aguapés.
|                                                                                  |  |                                                                            |
| Situação da barragem a 9 de janeiro de 2022, observando-se a erosão das laterais |  | Alerta da prefeitura de Pará de Minas sobre a Barragem da Usina do Carioca |

### Risco de rompimento
A 9 de janeiro de 2022, choveu o correspondente a 140 mm na região. O volume alto de água fez com que o rio São João transbordasse, causando danos na barragem. As laterais da estrutura entraram em erosão, e o duto principal, que leva água ao gerador da usina, fraturou. A barragem apresentava risco extremo de rompimento, na ordem dos 99%, ameaçando as populações das áreas rurais de Pará de Minas, Pitangui, Onça de Pitangui, São João de Cima, Casquilho de Baixo, Casquilho de Cima e Conceição do Pará, localizadas abaixo da barragem.
Em caso de rompimento, previa-se que os povoados de Bom Jardim, São João, Brumado e a parte baixa do Casquilho e Velho do Taipa fossem afetados, assim como toda a população das margens do rio São João ou na região de encontro com o rio Paciência. A comunidade do distrito do Carioca, por seu lado, estará fora de perigo, assim como a cidade de Pará de Minas.
Em consequência, a prefeitura de Pará de Minas, em conjunto com a Defesa Civil, emitiu um alerta recomendando que a população das zonas potencialmente afetadas abandonasse as suas casas, oferecendo abrigo a quem não tivesse parentes próximos onde se alojar. A população foi instada a retirar pertences básicos, como documentos, seguindo depois para pontos de apoio ou para casas de familiares em lugares mais altos. A prefeitura de Pará de Minas montou uma casa de acolhimento numa zona alta ao lado da igreja e da Unidade Básica de Saúde do povoado de Carioca.
Entre a noite de 9 e a manhã de 10 de janeiro, o nível de água da barragem desceu 30 centímetros. Apesar da erosão das laterais e da fratura no duto principal, a barragem não se rompeu.